# Paul Haenen

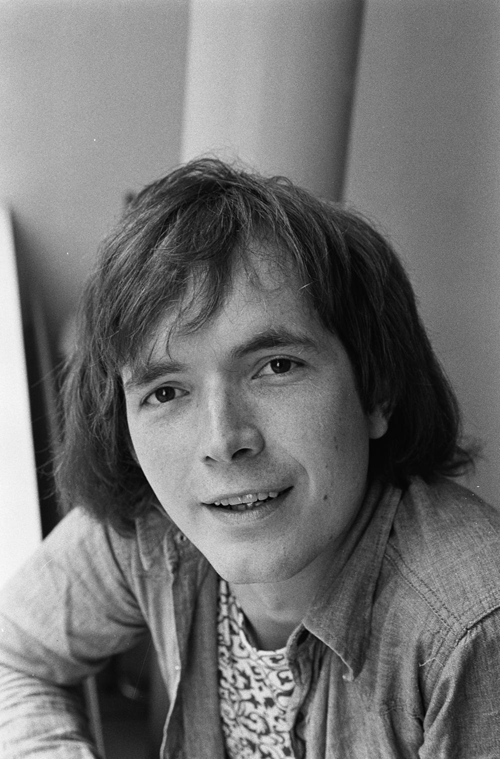
Haenen in 1974

Paul Haenen (Amsterdam, 30 april 1946) is een Nederlands acteur, cabaretier, stemacteur, toneelschrijver, programmamaker, presentator en journalist die bekendheid verwierf met zijn theatershows zoals Smakelijke voortzetting en televisieprogramma's zoals Haenen voor de Nacht. Haenen presenteert zichzelf onder zijn alter ego's Margreet Dolman en dominee Gremdaat. Daarnaast vertolkt hij verschillende stemmen in de Nederlandse versie van de kindertelevisieserie Sesamstraat, waarvan Bert zijn bekendste is.

## Biografie
Haenen werd vlak na de Tweede Wereldoorlog als jongste in een gezin van drie broers (waaronder de latere zanger Tom Haenen) geboren in een woning aan de Jan van Galenstraat in Amsterdam. Zijn vader was schoolhoofd. Zijn moeder had straatvrees. Haenen vermoedt dat haar straatvrees hem ertoe heeft gezet zich juist in te spannen voor radio en televisie.
Vanaf zijn elfde hield hij een dagboek bij in de vorm van een tijdschrift met vaste rubrieken. Naast nieuwsberichten over zijn familie beleefde hij in zijn rubriek 'Ik ben ook een mens' zijn coming-out. Als kind richtte hij zijn eigen radiozender op, de Eerste Nederlandse Jeugd Omroep (ENJO), waarmee hij uitzendingen verzorgde voor zijn buurtgenoten. Na op 17-jarige leeftijd met tien anderen een prijsvraag van Minjon, de jeugdomroep van de AVRO, gewonnen te hebben, begon hij daar aan programma's mee te werken en werd radio- en televisiemaker.
Op zijn 26e ontmoette hij zijn huidige levenspartner Dammie van Geest (1945). Met Van Geest werkte hij samen in het door hem in 1989 opgerichte theater Betty Asfalt Complex. In april 2014 werd Haenen benoemd tot Ridder in de Orde van Oranje-Nassau, mede vanwege zijn inzet voor de homo-emancipatie. In december 2018 zijn Haenen en Van Geest getrouwd. Zij wonen en werken in Amsterdam.

## Radio
Haenen begon zijn radiocarrière met programma's voor de VARA, NCRV en de VPRO, zoals Uitlaat, Radio Weekblad, Piet Ponskaart presenteert en Poptater, en voor de KRO Nu hoor ik het ook met Frans Halsema, en De Blanke top. Voor STAD Radio Amsterdam maakte Haenen vanaf 1976 met zijn alter ego Margreet Dolman wekelijks het hoorspel Margreet Dolman, alleen in Amsterdam! Het was de eerste keer dat Dolman ten tonele verscheen. Het programma bood ook plaats aan alle andere karakters die Haenens latere programma's zouden bevolken: Dolmans buurman Bob Guttering, zijn labiele (ex-)vrouw Emmy Kapoek, haar verbitterde moeder Raldy Kapoek, zwerver Buster Fonteyn en dominee Gremdaat. Ook Dolmans psychiater Dokter Valentijn (gespeeld door Haenens partner Dammie van Geest) was er toen al bij. Het hoorspel met Margreet Dolman zou na Radio Amsterdam tot in de jaren negentig nog voortgezet worden bij respectievelijk de VPRO, Het Roze Rijk (NPS) en RTV Noord-Holland. Vanaf 1987 was Haenens personage Dominee Gremdaat wekelijks te horen in zijn eigen column in het radioprogramma Ophef en Vertier van de VARA. Sinds enkele jaren deelt hij op vrijdag ook zijn mening in een middagpraatje op de Vlaamse zender Radio1, in Nieuwe Feiten.

### Radioprogramma's
- Lachzak (1971)
- Radioweekblad (1972)
- Op de koffie (1972)
- Nu hoor ik het ook
- De blanke top (1975)
- Piet Ponskaart presenteert... (1976)
- Margreet Dolman alleen in Amsterdam! (1976)
- Margreet Dolman staat open (1996)
- Nieuwe Feiten (Radio 1, VRT) - wekelijkse bijdrage

## Televisie
Paul Haenen begon zijn televisiecarrière met de programma's Zendtijd, samen met de broers Jan Haasbroek en Nico Haasbroek in 1966, en Later met Laurie Langenbach in 1967. In 1974 maakte hij samen met Gied Jaspars en Samuel Meyering voor de KRO het succesvolle programma Waar gebeurd. Hierin vertelden mensen ongelooflijke verhalen die ze – onwaarschijnlijk maar waar – hadden meegemaakt.
In 1978 ontwikkelde Haenen samen met Samuel Meyering en Rogier Proper de serie Dubbelleven, waarvoor hij de aflevering Een jongen van zestien schreef. Na jarenlang gezamenlijk gemaakte programma's en vaste gast in andermans programma Sonja's Goed Nieuws Show en Drie vrouwen kreeg hij in 1989 zijn eerste complete eigen programma Paul Haenen begint bij de VPRO, gevolgd door onder andere Haenen voor de nacht en Dolman's vrolijke vrijdag, uitgezonden vanuit het Betty Asfalt Complex. Hij zou tot 1997 programma's blijven maken voor de VPRO.
In het seizoen '97/'98 was Margreet Dolman te zien in gezelschap van de rijken der aarde in het programma Margreet Dolman onder de rijken. Een jaar later verhuisde Haenen naar Net5, waar hij één seizoen verzorgde van het programma Haenen voor 11. Dit was de laatste serie programma's die hij voor landelijke televisie maakte in de stijl die televisiekijkend Nederland van hem gewend was. In het seizoen 2000/2001 keerde Haenen terug bij de VPRO en presenteerde hij in duo-presentatie met Hanneke Groenteman HH Zondag, een praatprogramma. Haenen was in 2003 nog op RTV Noord-Holland als Margreet Dolman te zien in het programma Is dat zo? en vanaf oktober 2008 op het digitale themakanaal Cultura 24 met Margreet Dolman zoekt schoonheid. In 2009 maakte hij het kleinschalige programma De kunst van Margreet Dolman voor de NPS. Sinds oktober 2012 maakt Haenen voor OUTTV het programma Margreet Dolman begrijpt 't, met reportages en ruimte voor lange gesprekken in Margreet Dolmans vensterbank.
Haenen maakte ook diverse documentaires annex portretten van acteurs en kunstenaars. In 1973 maakte hij het intieme portret 51 minuten Ko van Dijk, van acteur Ko van Dijk, die in 2001 nogmaals onderwerp was van een documentaire getiteld Ko van Dijk, die Haenen samen met journalist Coen Verbraak maakte. In 1988 bezocht Haenen actrice Mary Dresselhuys thuis voor het diepte-interview Paul Haenen vraagt Mary Dresselhuys. In 2003 maakte Haenen samen met acteur Jeroen Krabbé een zesdelige documentaireserie over acteur Albert Mol, getiteld De laatste gesprekken. Daarnaast maakte hij portretten van dichter Hans Verhagen, beeldend kunstenaar Herman Gordijn, acteur en schilder Jeroen Krabbé, modeontwerpers Viktor & Rolf, komiek André van Duin en violist en orkestleider André Rieu.
Van 2017 tot 2021 was hij in een dubbelrol te zien in commercials van Pricewise.

### Televisieprogramma's
- Zendtijd (1966)
- Later (1967)
- 51 minuten Ko van Dijk (1973)
- Waar gebeurd (1974)
- Dubbelleven (1978)
- Paul Haenen vraagt Mary Dresselhuys (1988)
- Paul Haenen begint (1989)
- Paul Haenen en het Betty Asfalt Complex (1989)
- Margreet Dolman breekt de avond (1990)
- Margreet Dolman begrijpt het (1990)
- Paul Haenen rechtstreeks (1991)
- Paul Haenen vijf over zes (1992)
- Haenen voor de nacht (1993, 1996)
- Dolman's doel (1994)
- Dolman's vrolijke vrijdag (1995)
- Margreet Dolman brengt evenwicht (1997)
- Dolman onder de rijken (1998)
- Haenen voor 11 (1999)
- Gremdaat wijst de weg (2000)
- HH Zondag (2002)
- Is dat zo? (2003)
- De laatste gesprekken (2003)
- Dolman & Gremdaat (2005)
- Margreet Dolman zoekt schoonheid (2008)
- De kunst van Margreet Dolman (2009)
- Margreet Dolman begrijpt 't (2012)
- Betty Asfalt Troost TV (maart 2020-heden)

## Mens & Gevoelens
Haenen is de initiator van het onregelmatig verschijnende, advertentievrije tijdschrift Mens & Gevoelens waarin ervaren en onervaren auteurs onthullende, ontroerende en immer persoonlijke ontboezemingen kwijt kunnen in de vorm van poëzie, proza en ingezonden brieven. Dit blad is van 2006 tot 2009 niet meer in druk maar op dvd, onder de titel Margreet DVD verschenen. In 2015 kwam het blad wederom in druk uit. Zijn levenspartner Dammie van Geest is de uitgever, en zijn alter ego Margreet Dolman de eindredacteur van het tijdschrift.

## Bekende stemmen
In verscheidene Nederlandstalige (versies van) films, tekenfilms en televisieprogramma's heeft Haenen rollen ingesproken.

### Film
- Sergeant Tibs in de 101 Dalmatiërs (nasynchronisatie 1982)
- Een van de vier gieren in Jungle Boek (1967) (nasynchronisatie 1979)
- Graaf Slis in Robin Hood (nasynchronisatie 1983)
- Kruidenier Grootgrut in Als je begrijpt wat ik bedoel (1983)
- Bloosje in Sneeuwwitje en de zeven dwergen (nieuwe nasynchronisatie 1984)
- Hiram Flaversham in De Speurneuzen (nasynchronisatie 1986)
- Mevrouw Pastoor in Minoes (2001)
- Edna Mode in The Incredibles (nasynchronisatie 2004) en het vervolg Incredibles 2 uit 2018
- Rene Marinus Kompas en verteller in Wickie de Viking (nasynchronisatie 2010)

### Televisie
- Raaf 12 in Beertje Colargol (nasynchronisatie 1972–1975)
- Bert, Grover, Dr. Nobel Prijs, Daan Wortel, Kobus Kraai, Wonderpaard Fred, Karel en Don Music in Sesamstraat (sinds 1976)
- Oorlam in Gummi Beren (nasynchronisatie 1986–1988)
- Een stem in De Sommeltjes (2003)

## Bekende personages
- Margreet Dolman.
- Herman de Beaufajis, een enquêteur.
- Buster Fonteyn, een zwerver. Beweert verder zoon te zijn van de te vroeg overleden danseres Margot Fonteyn. Is opvallend vaak een beetje misselijk. Hij zong het lied "Een beetje misselijk", dat begin 1991 de tiende positie haalde in de Nationale Top 100 en de 20e positie in de Nederlandse Top 40.
- Dominee Gremdaat, een dominee die vaak de waarheid boven de filosofische tafel weet te halen.
- Bob Guttering, een professionele journalist die last heeft van terugkerende dromen. Was getrouwd met Emmy Kapoek ("En hou 'm hoog, hè!") maar is van haar gescheiden.
- Emmy Kapoek. Wil van moeder meer over het verleden te weten komen. Was getrouwd met Bob Guttering. ("Ik heb het ook niet makkelijk...") Ze spreekt haar moeder altijd aan met "mamalette".
- Raldy Kapoek, moeder van Emmy Kapoek. Heeft moeite met het verleden, heeft een opvallend lage stem, ligt geregeld met de groentejongen in bed en is tevens het enige vrouwelijke karakter van Haenen met borsten, dit om aan te geven dat het wel degelijk om een vrouwelijk personage gaat.
- Vicky, nieuwe vriendin van Bob Guttering.
- Milly Prange. Beweerde een sm-relatie met Lady Di gehad te hebben.
- Dokter Valentijn, de deskundige. Rol van Dammie van Geest, partner van Haenen.

## Toneel
Vanaf 1978 schreef Haenen toneelstukken voor het jeugdtoneel van Toneelgroep Theater in Arnhem. In 1982 werd zijn toneelstuk Bemoeizucht uitgevoerd door Toneelgroep Centrum. Daarna volgden er nog enkele tientallen, onder andere het stuk Een bijzonder prettig vergezicht voor Mary Dresselhuys en haar dochter Petra Laseur, De vrouw van de zanger voor Brigitte Kaandorp, Ontkoppelde hitte voor onder anderen Olga Zuiderhoek en Kasper van Kooten, Bocht & bumpers voor Zuiderhoek en Rijk de Gooyer (later Peter Faber) en Vrouwen van Eer voor Ingeborg Elsevier, Nelly Frijda en Linda van Dyck en Mijn huis uit voor Frijda en Katja Schuurman. Groot succes behaalde Haenen met het toneelstuk In bed is het fijn toeven, dat hij schreef voor Mike Starink en Jeroen Bos. Het stuk was ruim vijf seizoenen een publiekstrekker in het eigen Betty Asfalt Complex en in theaters in Nederland en Vlaanderen. Ook stond het stuk in de Engelse vertaling Dwelling in bed ain't bad een week lang in Londen. Het vervolg Wat een heerlijk hete dag ging in 2011 in première.

### Toneelstukken
- Bemoeizucht
- Gekookt Ei
- Fijne slaapkamergordijnen
- Wat een fijne avond was dat
- U kunt beter van school gaan meneer
- De boodschappenjongen
- Boffer jankt zo
- De band
- Bij mij thuis
- Een bijzonder prettig vergezicht
- Brutale Winterbekentenissen
- De vrouw van de zanger
- Ontkoppelde Hitte
- Bocht en Bumpers
- Vrouwen van Eer
- Treinen kunnen keren
- Mijn huis uit
- In bed is het fijn toeven
- Wat een heerlijke hete dag
- Laten we het vieren
- Als waarheid van onderen komt

## Discografie

### Dvd's
- Dominee Gremdaat: Zie de zon weer schijnen
- Dominee Gremdaat in Europa
- Jeroen Krabbé: De ondergang van Abraham Reiss. Atelierbezoek Paul Haenen
- Paul Haenen: Tot nu toe. 4 dvd-oeuvrebox
- Jeroen Krabbé: Dum Vivimus Vivamus

### Lp's en cd's
- Margreet Dolman (lp)
- Margreet Dolman – Dat mens... (lp)
- Margreet Dolman – Volg de weg van je hart (lp)
- Margreet Dolman – De laatste ronde heeft geklonken (lp)
- Buster Fonteyn – Een beetje misselijk (single)
- Margreet Dolman – Wij vonden elkaar (cd)

## Theater
Haenens eerste eigen theatervoorstelling ging in 1982 in première en daarna volgden er nog vele. In november 2012 ging Dolman & Gremdaat Live in première en de laatste voorstellingen daarvan vonden plaats in mei 2014. In 2013 trad Haenen als Dominee Gremdaat voor het eerst op tijdens theaterfestival De Parade met de voorstelling Dominee Gremdaat brengt vreugde. Elke maand december is in het Betty Asfalt Complex de traditionele wintervoorstelling Margreet Dolman brengt Warmte en Dominee Gremdaat wijst de weg... Eind 2008 speelde hij een gastrol in een opera: Der Frosch in Die Fledermaus bij De Nederlandse Opera. De recensies over zijn optreden waren lovend. Eerder (1985) trad hij op als paus Leo X in Dr. Faustus van Konrad Boehmer en Hugo Claus.

### Theatervoorstellingen
- Margreet Dolman praat en zingt (1982)
- Nieuwe Depressies (1983)
- Wat een fijne avond was dat! (1984)
- Mr. Margaretha Esther Dolman en haar Benedenbuurman (1986)
- Dolman Extra Speciaal (1987)
- Mens & Gevoelens (1987)
- Frappant (1988)
- Een Heldere Avond (1991)
- Vrolijk langs de kern (1993)
- Smakelijke voortzetting (1994)
- Frisse warmte (1996)
- Leren lachen (2001)
- Zichtbaar zonnig (2003)
- Paul Haenen viert Margreet Dolman (2005)
- Haenen & Dolman Rechtstreeks sprankelend (2007)
- Zoektocht naar Evenwicht - Dominee Gremdaat tezamen met het Amstel Quartet (2009)
- Paul Haenen ziet het anders (2010)
- Dolman & Gremdaat Live (2012)
- Dominee Gremdaat brengt vreugde! (2013)
- Margreet Dolman brengt warmte & Dominee Gremdaat wijst de weg (sinds 1994 jaarlijks in december)
- Haenen brengt Vreugde (2019)

## Betty Asfalt Complex
In 1989 nam Haenen samen met zijn partner Dammie van Geest van Sieto Hoving Tingel Tangel in Amsterdam over en herdoopte het in het Betty Asfalt Complex. Er vinden televisieopnamen plaats en er worden allerlei toneel- en cabaretvoorstellingen uitgevoerd, niet alleen door Haenen maar ook door derden. Ook zijn er allerlei besloten activiteiten zoals boek- en cd-presentaties, lezingen, trouwerijen en recepties. Qua cabaret debuteerde in het complex de Comedytrain van Raoul Heertje, Margreet Dolman geeft specials naast de tournee met Haenen in de grote theaters, en regelmatig vinden er try-outs plaats van artiesten als Hans Teeuwen, Hans Dorrestijn, Haenen zelf, Theo Maassen, Veldhuis & Kemper, Javier Guzman en jongere cabaretiers als Sara Kroos, Ronald Goedemondt en Daniël Samkalden, en de deelnemers aan het Groninger Studenten Cabaret Festival. Ook Haenens eigen toneelstukken worden er opgevoerd, zoals Mijn huis uit met Nelly Frijda en Katja Schuurman, en In bed is het fijn toeven en Wat een heerlijk hete dag met Jeroen Bos en Mike Starink, bij welke laatste twee Haenen ook zijn debuut als regisseur maakte. Sinds 2013 vond er vanwege de sluiting van Theater De Engelenbak ook de traditionele Open Bak plaats, het open podium waar iedereen zijn kunsten mag vertonen. Vanwege de nieuwe locatie werd deze omgedoopt tot Open B.A.C.
In juli 2024 ging het Betty Asfalt Complex aan de Nieuwezijds Voorburgwal te Amsterdam over in nieuwe handen en wijzigde de naam in Theater De Richel. Haenens eigen productiebedrijf bleef Betty Asfalt Produkties B.V. heten. Alle activiteiten sinds 1982 worden voor en achter de schermen uitgevoerd en geproduceerd tezamen met Van Geest.
- Gemeinsame Normdatei: 1169971733
- International Standard Name Identifier: 0000 0004 3985 2374
- Library of Congress Control Number: n80089448
- MusicBrainz: 5f156dbb-6ed5-46a8-850e-b7cd0a22a1ea
- Nederlandse Thesaurus van Auteursnamen: 070900132
- Système universitaire de documentation: 083621830
- Virtual International Authority File: 200620906
- WorldCat: E39PBJrRkbfQrvWp9RqHHKQDv3

Herman de Beaufajis . Margreet Dolman . Buster Fonteyn . Dominee Gremdaat . Bob Guttering . Emmy Kapoek . Raldy Kapoek . Milly Prange . Vicky